# Abe Reles
Abraham Abe Reles (Brooklyn, 10 de mayo de 1906 - Brooklyn, 12 de noviembre de 1941) fue un gánster del crimen organizado judeoestadounidense.
En la madrugada del 12 de noviembre de 1941, con la policía vigilando la puerta, Reles cayó muerto desde una ventana de la habitación 623 del Hotel Half Moon.
Parecía que podría haber estado tratando de bajar a la ventana del quinto piso debajo usando dos sábanas atadas juntas y luego a un cable de cuatro pies de largo que había sido conectado a una válvula en su habitación. Sin embargo, el nudo de alambre en la válvula se deshizo y cayó a un rellano al aire libre en el segundo piso y los periódicos lo llamaron "El canario que podía cantar, pero no podía volar".
Al día siguiente, cinco agentes de policía que lo habían estado vigilando fueron degradados. Hubo una especulación generalizada de que lo habían arrojado o empujado por la ventana y que la habitación se había arreglado para que pareciera que estaba tratando de escapar. Reles no había mostrado ninguna inclinación a escapar de la custodia protectora, y de hecho había demostrado temor incluso de estar fuera del alcance de la policía.
El día de su muerte debía haber testificado contra Anastasia, un miembro de alto rango de la Cosa Nostra y el juicio se basó únicamente en el testimonio de Reles. Según los informes, Frank Costello recaudó $ 100 000 para sobornar a estos guardias para matar a Reles. En 2005 se reportó evidencia de que el detective de policía de Nueva York Charles Burns, uno de los guardaespaldas de la policía de Reles, estuvo involucrado en la desaparición y probable asesinato del juez anticorrupción de Nueva York, Joseph Force Crater, en 1930.
Sin embargo, en 1951, un gran jurado concluyó que fue una muerte accidental durante un intento de fuga. 
Reles está enterrado en el cementerio Old Mount Carmel en Glendale, Queens.